# Nesiergus insulanus
Nesiergus insulanus là một loài nhện trong họ Theraphosidae.
Loài này thuộc chi Nesiergus. Nesiergus insulanus được Eugène Simon miêu tả năm 1903.